# Дикгоф-Деренталь, Александр Аркадьевич
Алекса́ндр Арка́дьевич Ди́кгоф (псевдоним А. Дерента́ль 27 марта 1885, Томск — 2 марта 1939, Москва) — деятель российского антисоветского движения, эсер. Предполагаемый убийца Георгия Гапона. Писатель.

## Биография
Александр Дикгоф происходил из остзейских дворян. Студент Военно-медицинской академии. В конце 1905 года вступил в боевую дружину (одно из петербургских районных отделений партии эсеров), во главе которой стоял Пётр Рутенберг. Предполагаемый свидетель убийства Георгия Гапона (по версии историка Б. И. Николаевского). По версии В. Л. Бурцева, непосредственный убийца Гапона. В 1933 году в парижском сборнике «Былое» Бурцев утверждал, что «это тот самый Деренталь-Дикгоф, убийца Гапона, который затягивал петлю на его шее в Озерках в 1906 г. Тогда он собственноручно повесил Гапона за то, что тот завязал сношения с охранниками, а в настоящее время он сам продал большевикам всего себя и сделался их профессиональным агентом».
Затем последовала эмиграция во Францию, где Дикгоф занялся литературой и публицистикой. Спустя полтора года после убийства Гапона, осенью 1907 года, в журнале «Русское богатство» опубликовал повесть «В тёмную ночь», посвящённую деятельности боевых дружин и покушении на убийство студентами-террористами. Главный герой повести Пётр Варыгин по ходу подготовки к убийству испытывает сомнения в целесообразности революционного террора.

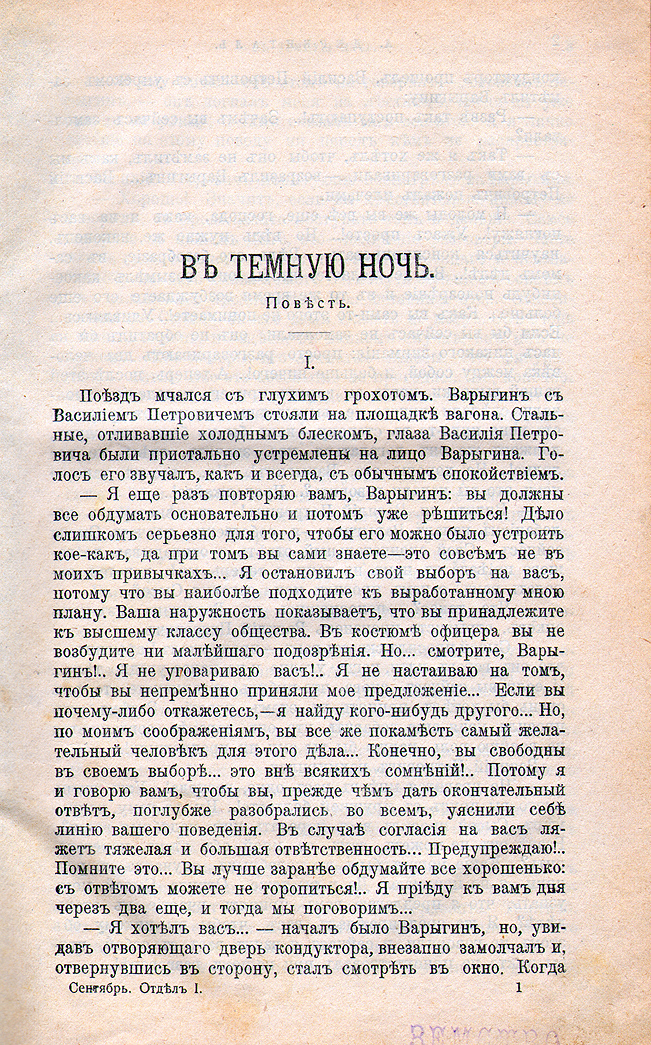
По горячим следам после убийства Гапона была написана повесть «В тёмную ночь», 1907

С 1910 года Дикгоф был корреспондентом газеты «Русские ведомости», где публиковал корреспонденции из Испании, Португалии, Марокко, Голландии, Сербии, Македонии, Болгарии с фракийского театра военных действий, печатался в журналах «Заветы» и «Вестник Европы».
Во время Первой мировой войны поступил добровольцем во французскую армию.
В 1917 году вернулся в Россию, с марта 1918 стал ближайшим помощником Бориса Савинкова, входил в руководство СЗРиС. Жена Дикгоф-Деренталя Эмма (Любовь) Ефимовна Сторэ была одновременно любовницей Савинкова.
В 1920—1921 годах Дикгофы и Савинков жили в Польше. Член Русского Политического, затем Эвакуационного Комитета в Польше, 28 октября 1921 г., вместе с Б. В. Савинковым, В. В. Уляницким, А. К. Рудиным и А. Г. Мягковым был депортирован польскими властями из пределов Польши. Жил во Франции, где в 1922—1924 годах работал на заводе.
16 августа 1924 года в ходе операции «Синдикат-2», проводимой чекистами, Савинков, Дикгоф-Деренталь и его жена перешли польско-советскую границу и были арестованы в Минске.
Дикгоф-Деренталю официально не предъявлялось обвинение, на процессе Савинкова он выступал как свидетель. В ноябре 1925 освобождён из внутренней тюрьмы ОГПУ.
Работал в ВОКСе. Автор русского текста оперетты «Фиалка Монмартра» (1933, Ленинградский театр музыкальной комедии), оперетты «Чарито» (1935, Московский театр оперетты).
20 мая 1937 года приговорён ОСО к 5 годам лишения свободы. 2 марта 1939 года Военной коллегией ВС СССР приговорён к расстрелу. Расстрелян на следующий день в г. Москве.
Реабилитирован в 1997 году.

## Сочинения
- В темную ночь. — «Русское богатство», 1907, № 9-11.
- Что делается на Балканах. Киев : Всерос. зем. союз, Ком. юго-зап. фронта. Изд. подотд., 1917.
- Силуэты Октябрьского переворота (Очерк) // Сборник «Пережитое». 1917 — март 1918. — М. — 1918.
- В наши дни: Сборник фельетонов. Прага, 1922.
- Сингапурская красавица. Повесть. Берлин, Ольга Дьякова и Ко, 1923.